# Премії НСПУ
Премії НСПУ (Премії Національної спілки письменників України) – премії, які засновані і вручаються від імені НСПУ за досягнення в письменницькій діяльності

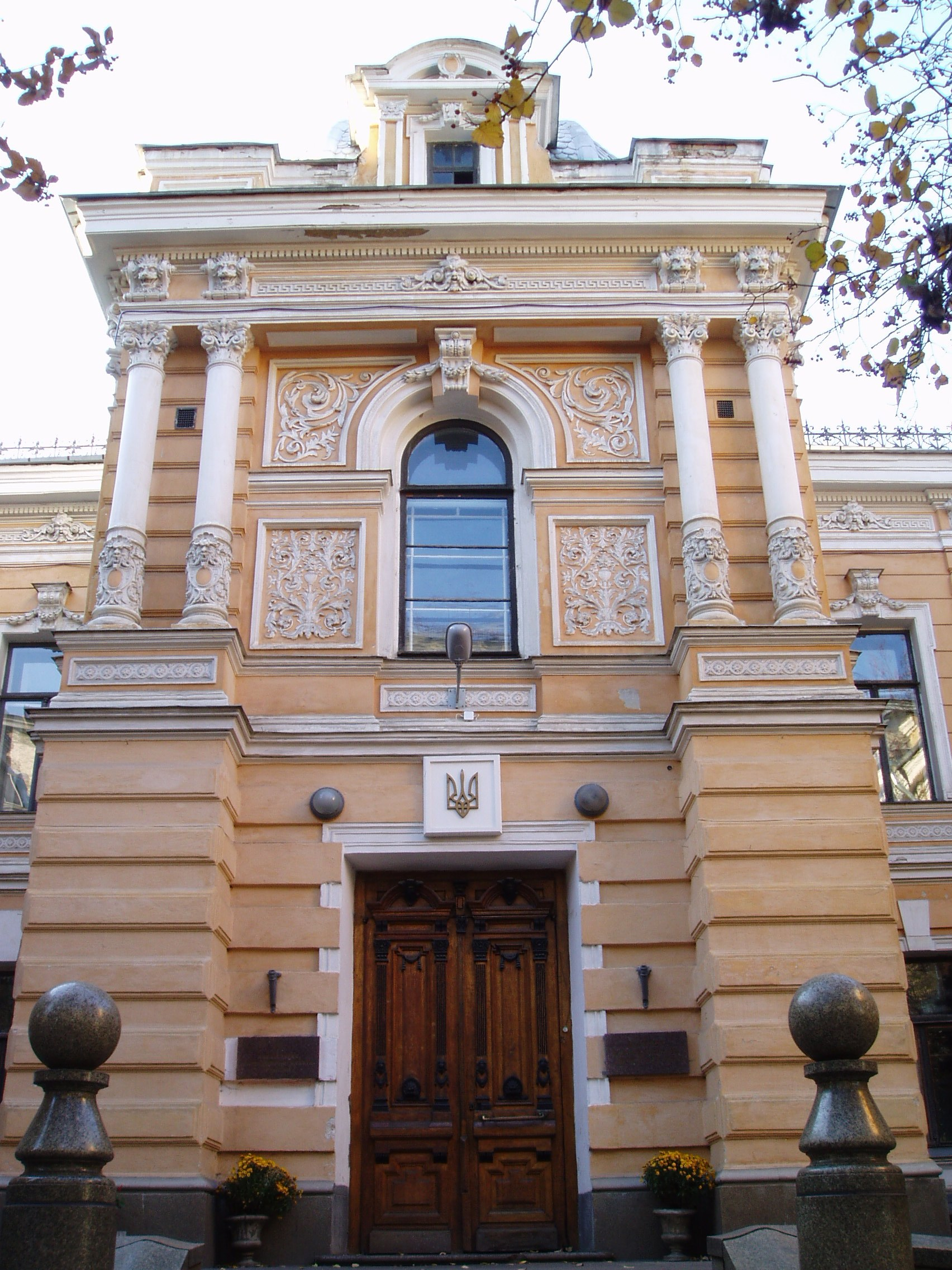
Будинок Спілки письменників України у Києві

## Загальні вимоги
- Номінуватися на здобуття літературних премій НСПУ мають право члени НСПУ за винятком премії імені В. Симоненка (за першу поетичну збірку) та премії «Благовіст» у номінації «перша книга автора».
- Журі не розглядає рукописи, а лише довершені книги, видані протягом останніх двох років.

## Перелік премій
- Премія імені Івана Франка (Літературна премія імені Івана Франка)[2]

Заснована в 1991 році. Має міжнародний статус.
 
Присуджується за переклади та популяризацію української літератури за кордоном.

Висунення – до 25 липня. Присудження до 27 серпня.
- Премія імені Павла Тичини (Літературна премія імені Павла Тичини).

Заснована в 1983 році. Присуджується за найкращу книгу поезії.

Висунення – до 1 грудня. Присудження – до 15 січня.
- Премія імені Максима Рильського (Премія імені Максима Рильського)

Заснована в 1972 році. Присуджується за найкращий переклад на українську мову творів зарубіжних письменників.

Висунення – до 1 лютого. Присудження – до 19 березня.
- Премія імені Олеся Гончара (Державна літературна премія імені Олеся Гончара)

Заснована 1999 року. Присуджується за найкращу книгу прози
.
Висунення – до 1 березня. Присудження – до 1 квітня.
- Українсько-німецька премія Олеся Гончара (Міжнародна премія імені Олеся Гончара)

Міжнародна недержавна україно-німецька літературна премія імені Олеся Гончара на найкращий твір молодого автора — премія, заснована 1997 року німецькими меценатами письменницею Тетяною Куштевською, підприємцем Дітером Карренбергом та Національною Спілкою Письменників України.

Присуджується за найкращі романи та повісті, а також за критичні та літературознавчі статті авторам до 30 років.

Висунення – до 15 лютого. Присудження – до 15 березня.
- Премія Олександра Білецького (Премія імені Олеся Білецького)

Заснована 1986 року. Присуджується за критичні, літературознавчі та мистецтвознавчі праці.

Висунення – до 15 січня. Присудження – до 25 лютого.
- Премія імені Остапа Вишні (Літературна премія імені Остапа Вишні)

Премія заснована Національною спілкою письменників України в 1983 році. Присуджується за гумористичні та сатиричні прозові твори.
Присудження і вручення премії — в листопаді (до дня народження Остапа Вишні).
- Премія імені Василя Симоненка (Літературна премія імені Василя Симоненка НСПУ)

Заснована 1987 року. Присуджується за найкращу першу поетичну книгу.

Висунення – до 1 грудня. Присудження – до 3 січня.
- Премія імені Леоніда Глібова (Літературна премія імені Леоніда Глібова)

Заснована 2000 року. Фундатор премії О. Деко. Премія присуджується за найкращу збірку чи добірку байок.

Висунення – до 1 лютого. Присудження – до 3 березня.
- Премія Остапа Вишні (Літературна премія імені Остапа Вишні)

Заснована 1983 року. Присуджується за гумористичні та сатиричні прозові твори.

Висунення – до 1 жовтня. Присудження – до 1 листопада.
- Премія імені Миколи Ушакова (Премія імені Миколи Ушакова)

Заснована 1995 року.Присуджується за найкращу книгу поезій російськомовним авторам України.

Висунення – до 10 травня. Присудження – до 1 червня.
- Премія імені Володимира Короленка (Літературна премія імені Володимира Короленка)

Заснована 1991 року. Присуджується за найкращу книгу прози та творів для дітей і юнацтва російськомовним авторам.

Висунення – до 1 червня. Присудження – до 10 липня.
- Премія «Благовіст» (Літературна премія «Благовіст»)

Заснована 1993 року. Присуджується за п`ятьма номінаціями – за найкращу поетичну книгу, прозову книгу, критичні і літературознавчі статті, ескер з народознавства та першу книгу автора.

Висунення – до 1 березня. Присудження – до 7 квітня.
- Премія імені Василя Мисика (Літературна премія імені Василя Мисика)

Заснована в 1995 році. Присуджується за поетичні книги та переклади поетичних творів з інших мов.

Висунення – до 1 липня. Присудження – до 24 липня рішенням секретаріату НСПУ та Української Всесвітньої Координаційної Ради.
- Літературна премія Національної Спілки Письменників України та фонду Ернеста та Наталії Гуляків «Айстра» ()

Присуджується за високохудожні твори (проза, поезія, публіцистика, критика).

Висунення – січень-лютий. Присудження – березень.